# Los drogadictos
Los drogadictos es una película de Argentina filmada en Eastmancolor dirigida por Enrique Carreras según su propio guion escrito en colaboración con José Dominiani que se estrenó el 13 de septiembre de 1979 y tuvo como actores principales a Mercedes Carreras, Graciela Alfano, Myriam de Urquijo y Juan José Camero.

## Sinopsis
El enfrentamiento de dos bandas de delincuentes por el mercado ilegal de drogas.

## Reparto
Actuaron en el filme los siguientes intérpretes:
- Mercedes Carreras …Sargento Julia Donati
- Graciela Alfano …Estela Sentino
- Myriam de Urquijo …Instructora
- Juan José Camero …Ricardo Anselmi
- Jorge Salcedo …Comisario Morán
- Gonzalo Urtizberea …Alberto Sentino
- Carlos Estrada …Custodio
- Adriana Parets …Silvia de Sentino
- Rudy Carrié …Barcia
- Norma López Monet …Albertina
- Juan Carlos Lamas …Salinas
- Constanza Maral
- Mario Lozano …Chino
- Carlos Vanoni …Juanito
- Élida Suárez …Amanda
- Jacques Arndt …Ludwig
- Mario Pasik …Santos Ahumada
- Héctor Armendáriz
- Héctor Méndez …Jordán
- Jorge Sassi …Pipo
- Raúl Florido
- Aldo Mayo
- Rodolfo Onetto …Capitán
- Adrián "Facha" Martel
- Ricardo Suñe
- Giancarlo Arena
- Oscar Roy
- Abel Sáenz Buhr
- Oscar Pedemonti …Sentino
- Luis E. Corradi
- Luis Aranda
- Vicente Buono
- Héctor Doldi
- Adolfo Duncan
- Carlos Luzietti …Marco
- Nino Udine
- Ricardo Greco
- Amor Alonso
- Ricardo Jordán
- Joaquín Piñón
- Elda Basile
- Lilí Navarro
- José Ricciardi
- Aníbal Montecchia
- Osvaldo Didio
- Santiago Agull
- Orlando Zumpano
- Alberto Peña
- Norberto Lombardini
- Damián Duart
- Enrique Carreras …Cameo

## Comentarios
Convicción escribió:

«La novedad en la realización de  Los drogadictos, estriba en que Enrique Carreras se compró un zoom.»

El Cronista Comercial dijo:

«La larga agonía del cine nacional. Moralina barata que surge de un argumento ramplón y de un guion todavía más chato y deplorable….Es sencillamente espantoso.»

Esquiú opinó:

«Vehemente alegato…Motívese y sea un difusor de la vida ante los mercaderes de la muerte.»

Manrupe y Portela escriben:

«Dentro de la línea testimonial de Carreras con la consabida moraleja, tal vez pueda disfrutársela más viéndola como una comedia.»

El suplemento Radar de Página/12 consideró en 2006:

«¿Cómo olvidar esta gema del cine testimonial protagonizada por Mercedes Carreras, Graciela Alfano y Juan José Camero? Torpe, vulgar e improvisada, su involuntaria comicidad no alcanza a parodiar la apología policial, si bien la escena de Alfano fumando marihuana anticipa con creces despropósitos posteriores como los spots de Fleco y Male.»